# Principessa Tarakanova
La Principessa Tarakanova (russo: Княжна Тараканова, Knjažna Tarakanova; fra il 1745 e il 1753 – San Pietroburgo, 15 dicembre 1775), anche nota come Elisabetta Vladimirskaja (russo: Елизавета Владимирская, Elizaveta Vladimirskaja), è stata una millantatrice europea che dichiarava di essere la figlia legittima dell'imperatrice Elisabetta di Russia e del conte Aleksej Grigor'evič Razumovskij e quindi la vera erede al trono russo, sul quale all'epoca sedeva Caterina II.

## Nome
Benché ampiamente nota come Principessa Tarakanova, in realtà non usò mai questo nome (la cui traduzione letterale è "principessa scarafaggio"), né venne usato dai suoi contemporanei, ma le venne invece attribuito solo nel 1797 dal diplomatico francese Jean-Henri Castéra, che la appellò così nella sua biografia di Caterina II di Russia. Il soprannome entrò poi nella conoscenza comune tramite diverse opere artistiche e letterarie.
Al tempo dei fatti, invece, la donna, che pure usò una grande varietà di pseudonimi, si presentava solitamente come Principessa Elisabetta Alekseevna Vladimirskaja o Elisabetta II di Russia.

## Biografia

### Origini

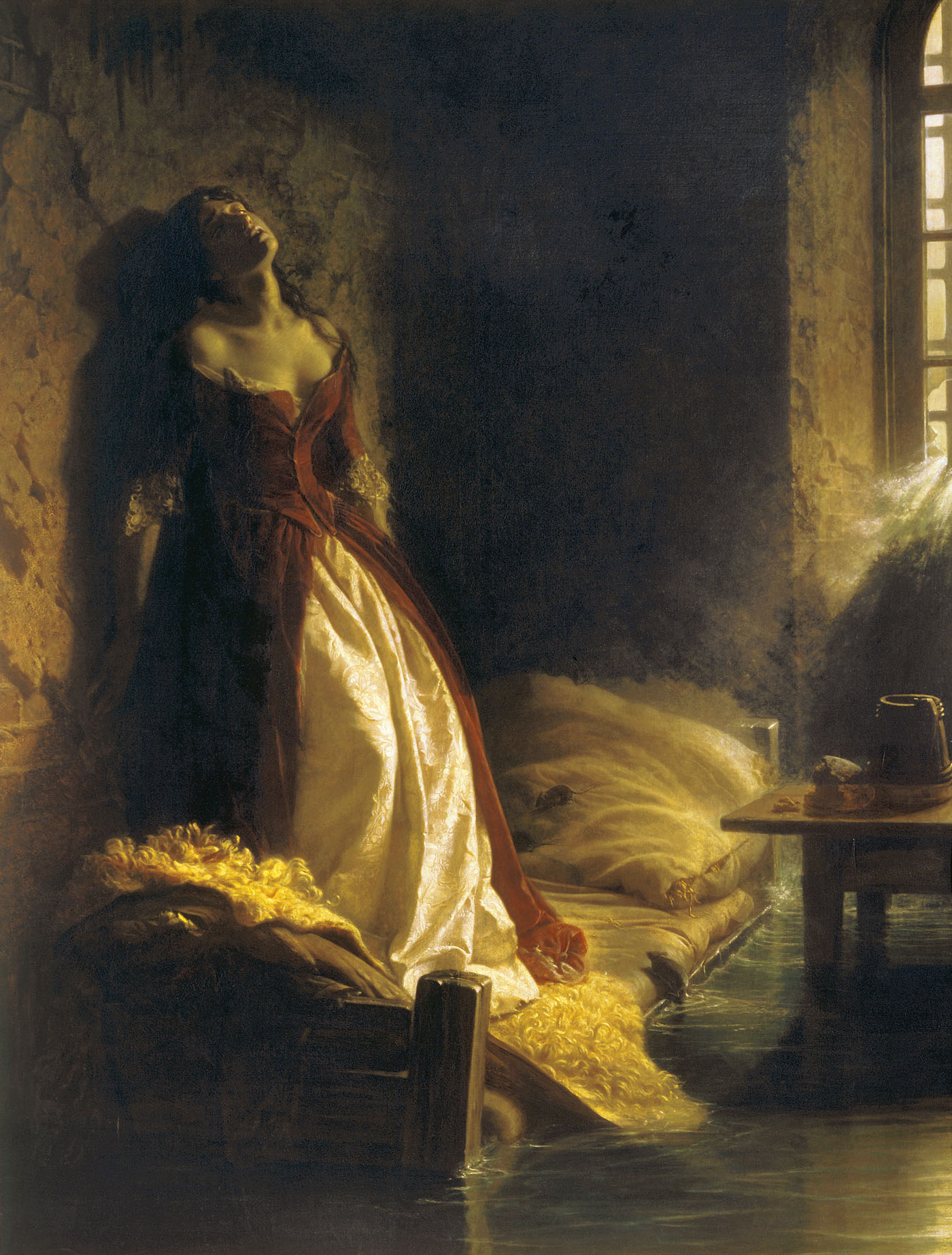
La principessa Tarakanova, di Konstantin Dmitrievič Flavickij, 1864

Non sono note informazioni certe sulle sue origini, né sul suo nome di nascita, oltre a quelle dichiarate da lei stessa, ovvero che fosse nata a San Pietroburgo nel 1753 come Elisabetta Alekseevna Petrovna Romanova, figlia nascosta dell'imperatrice Elisabetta e del suo consorte segreto, Aleksej Razumovskij, storia a cui si attenne anche durante la confessione concessale in punto di morte.
Si stima che possa essere nata in Europa fra il 1745 e il 1753. Venne descritta come di aspetto "italiano", magra, snella e coi capelli scuri. Dotata di rara bellezza e altrettanto raro fascino e carisma, nonché di gusti costosi, è noto che riuscì ad attrarre una numerosa schiera di protettori e ammiratori, che spesso sfruttò fino alla rovina e in alcuni casi anche alla prigione.
Aleksej Orlov, che fu incaricato da Caterina II di portarla in Russia da Livorno, dove si trovava all'epoca, per essere sottoposta a processo, la descrisse così: "È una donna di piccola statura, molto magra, né pallida né scura, con occhi grandi e rotondi, marrone scuro. Ha i capelli scuri come le sopracciglia e ci sono lentiggini sul suo viso. Parla bene francese, tedesco, un po' di italiano, capisce ma non parla bene l'inglese e credo capisca anche il polacco. Dice inoltre di conoscere l'arabo e il persiano".
Una serie di ipotesi sulla sua identità furono avanzate da chi la conobbe o dagli storici che studiarono la sua vicenda, ma nessuna è supportata da prove: secondo il marchese Tommaso d'Antici, che la conobbe a Roma, era tedesca; l'ambasciatore inglese in Russia scrisse a Caterina che era figlia di un locandiere di Praga; John Dick, delegato inglese in Italia che assistette alla cattura della Tarakanova, ipotizzò che fosse figlia di un fornaio di Norimberga; un prete romano che aveva prestato servizio in Russia dichiarò di averla vista alla corte russa e di averla riconosciuta come la moglie di un principe russo minore, lontanamente imparentato con Pietro III. Alcuni storici moderni, come Vladimir D'jakov, basandosi sulle sue lettere in varie lingue, sostengono che fosse francese e che la sua lingua madre fosse indoeuropea piuttosto che slava. Tuttavia, c'è un certo consenso sul fatto che, a dispetto delle insinuazioni che fosse di nascita umile, debba aver avuto opportunità di istruirsi o fosse persino di nascita agiata, perché dimostrò costantemente di possedere l'educazione di una donna di alto rango, compresa la conoscenza dell'etichetta, delle lingue, dell'arte e della musica, e lei stessa dipingeva e suonava l'arpa a un buon livello.
Quanto alla stessa Tarakanova, prima di dichiararsi principessa russa assunse un gran numero di altre identità e pseudonimi, fra cui quello di una principessa persiana, ed è stato ipotizzato che forse neppure lei fosse a conoscenza delle sue vere origini.

### 1770-1773: prime menzioni

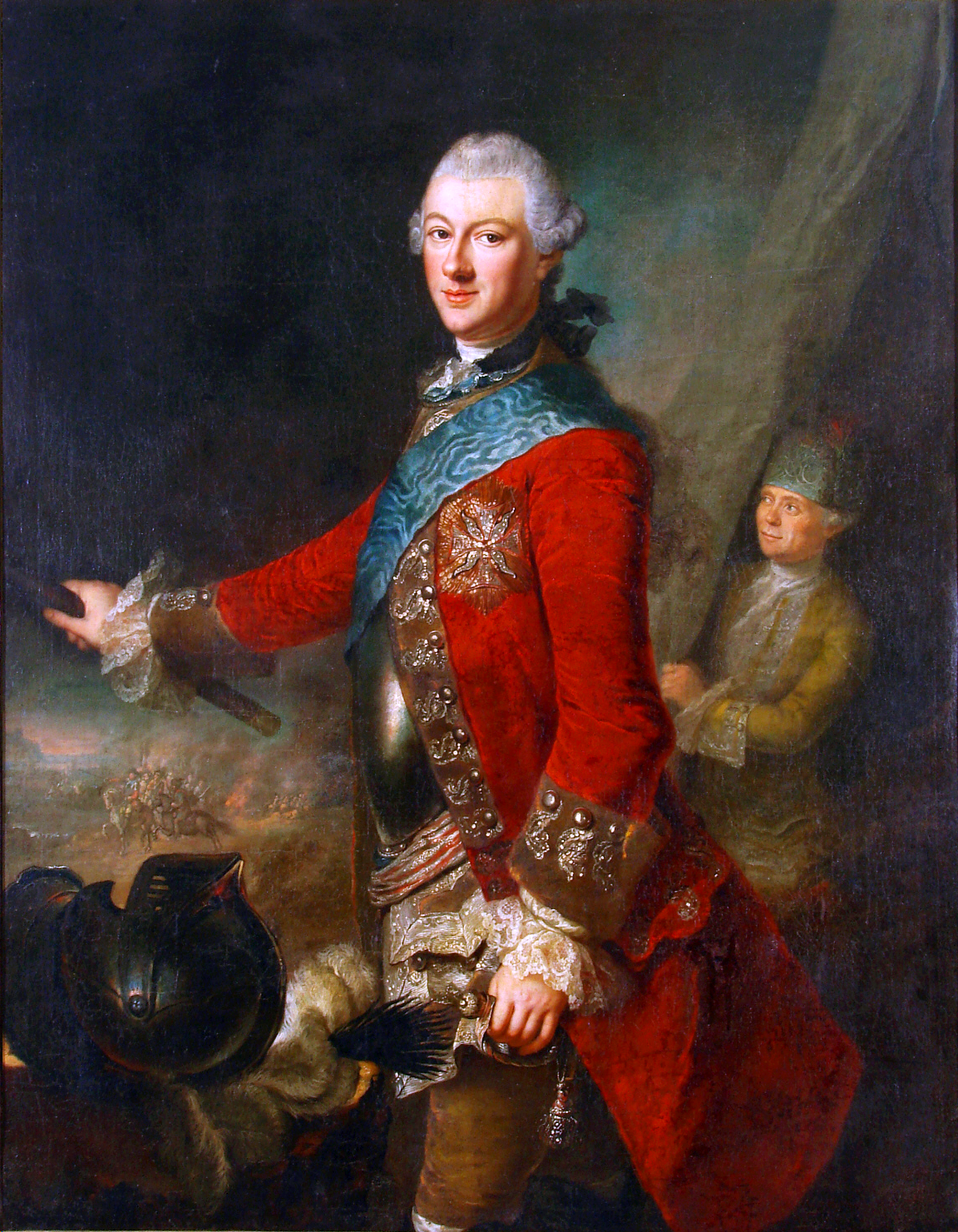
Ritratto di Michał Ogiński

Le prime menzioni dell'esistenza della Tarakanova risalgono al 1770, quando è registrato il suo trasferimento da Kiel a Berlino, dove visse sotto il nome di Fraülein Frank (signorina Frank). Dopo essere stata coinvolta in un non meglio precisato scandalo, i cui dettagli furono insabbiati, si trasferì a Gand, dove prese nome di Fraülein Schell. Qui incontrò il figlio di un mercante olandese, Van Tours, che sedusse e sfruttò fino a portarlo alla rovina insieme al padre. Nel 1771, per sfuggire ai creditori, convinse il suo amante a seguirla a Londra lasciandosi dietro moglie e figli. Vissero sotto il nome di Madame de Tremouille e Baron Embes e la Tarakanova continuò a sfruttare Van Tours come garante per ottenere ulteriori prestiti. Nuovamente in rovina, nella primavera del 1772 Van Tours cercò di fuggire a Parigi, ma venne raggiunto pochi mesi dopo dalla Tarakanova e dal suo nuovo protettore, il barone Schenck, a sua volta un truffatore.
A Parigi visse sotto il nome di Princess de Voldomir, che più tardi si sarebbe evoluto nel russo Principessa Vladimirskaja e, in letteratura, nella "Principessa di Vladimir". Dichiarò di essere cresciuta in Persia e di essere alla ricerca della sua eredità perduta in Russia. Questa sembra essere la prima menzione di una sua pretesa connessione con il trono russo e, secondo il biografo Melnikov-Pečerskij, questa nuova identità era stata costruita insieme a Michał Ogiński, generale e scrittore polacco, e forse anche lui suo amante, alla quale la Tarakanova aveva promesso grandi somme di denaro per riscattare i suoi possedimenti confiscati nella Confederazione polacco-lituana una volta reclamata un'eredità. Fu vicina ad ottenere ciò che voleva quando fu chiesta in moglie dal conte Rochefort de Valcourt, ciambellano di Filippo Ferdinando di Limburgo, ma nello stesso periodo sia Van Tours che Schenck finirono in prigione per debiti e, nel caso di Van Tours, falsificazione (la Tarakanova gli aveva procurato un brevetto da ufficiale lituano a nome Embers). Coinvolta nello scandalo, Valcourt ritirò la sua proposta, anche se si fece garante per la liberazione dei due e li aiutò a fuggire a Francoforte insieme alla donna.
Tuttavia, non riuscì a fare fronte ai debiti e rischiò la prigione, da cui fu salvata solo grazie all'intervento dello stesso Filippo Ferdinando, che, in città per questioni personali con Federico II di Brandeburgo, finì per innamorarsi di lei e ospitarla in casa sua, dopo aver pagato i creditori. Le mise a disposizione il castello di Neisses in Franconia e il suo patrimonio, e imprigionò Valcourt come criminale politico per sbarazzarsi del rivale in amore. A questo punto la Tarakanova cambiò nuovamente pelle, presentandosi come Sultana Alina Eleonora, principessa d'Azov. Iniziò a crearsi una vera e propria corte, fondò un "ordine cavalleresco", l'Ordine della Croce asiatica, e continuò ad attrarre uomini potenti, come Clemente Venceslao di Sassonia, arcivescovo elettore di Treviri e co-regnante di Oberstein, da cui prese in prestito grandi somme di denaro in cambio della promessa di "convertirsi" al cattolicesimo. Decisa ormai a farsi sposare da Filippo Ferdinando, nel 1773 lo minacciò di tornare in Persia e successivamente annunciò di essere incinta, riuscendo finalmente a ottenere una proposta di matrimonio nel mese di luglio, oltre alla promessa che, nel caso di rottura del fidanzamento, la Tarakanova avrebbe comunque ottenuto la contea di Oberstein, che Filippo Ferdinando le aveva comprato nel maggio 1774 con gli ultimi fondi rimasti. Tuttavia, le venne comunicato che, per procedere al matrimonio, era necessario che producesse documenti che accertassero la sua origine, oltre a doversi convertire al cattolicesimo (lei dichiarava di essere ortodossa), a cui la Tarakanova rispose in maniera vaga, raccontando che le proprietà di suo "padre" in Russia erano state confiscate e cercando appoggio nel ministro russo Aleksandr Golicyn perché le trovasse una scappatoia burocratica, e nel suo vecchio compagno Michał Ogiński perché le prestasse denaro per corrompere qualcuno, appoggio e denaro che, per una volta, le venne rifiutato. Mentre passavano i mesi, Filippo Ferdinando, ormai quasi in rovina per colpa della sua amante, venne a conoscenza del passato della donna e delle sue menzogne a proposito del fatto che Golicyn stesse lavorando al suo caso e la affrontò con l'intenzione di cacciarla di casa. A quel punto la Tarakanova, assumendo la nuova identità di principessa Elisabetta Vladimirskaja, rispose che sarebbe andata a San Pietroburgo per provare la veridicità della sua storia, indicando come suo garante Ivan Ivanovič Šuvalov.
Tuttavia, nell'ottobre 1773, ancora non era partita, continuando anzi a vivere a spese dell'amante a Oberstein, dove si alienò l'intera corte quando, mancando alla parola data, rifiutò il cattolicesimo per frequentare invece la chiesa protestante, spingendosi fino ad accogliere, senza permesso, Franziska von Melschede, una bambina prussiana lì conosciuta, figlia di un capitano dell'esercito. A quel punto Filippo Ferdinando la ripudiò, cosa che la Tarakanova prese bene perché, a suo dire, aveva trovato una nuova fonte di reddito, che si scoprirà essere poi la pretesa al trono russo.

### 1774: pretendente al trono russo

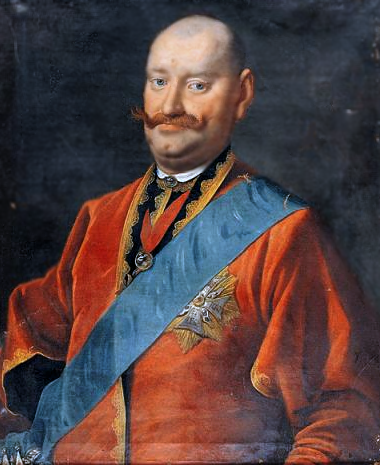
Ritratto di Karol Radziwiłł

Nel dicembre 1773, la Tarakanova iniziò a mettere in giro la voce che, sotto il suo ultimo pseudonimo, ovvero "principessa Elisabetta Vladimirskaja", in realtà nascondesse la sua vera identità di Granduchessa Elisabetta di Russia, figlia segreta dell'imperatrice Elisabetta e del conte Aleksej Razumovskij, e dopo poco mise insieme una base di sostenitori da cui si faceva chiamare Sua Altezza Imperiale Principessa Elisabetta II di Tutte le Russie, come viene reso noto in una lettera fra lei e Filippo Ferdinando datata 14 gennaio 1774, che segnò anche la riconciliazione fra i due. Gli storici ipotizzano che l'idea di fingersi una principessa russa le sia venuta dopo aver appreso degli eventi legati alla rivolta di Pugačëv, oltre che dalla conoscenza di storie di millantatrici che erano riuscite coi loro imbrogli a trascorrere vite di lusso. Ad esempio, è nota la vicenda di una giovane donna di Bordeaux che, per qualche tempo fino al 1770, visse di prestiti mai pagati fingendosi una figlia illegittima di Francesco I d'Austria. Catturata e portata a Bruxelles su ordine di Maria Teresa, sedusse il suo carceriere, il conte von Cobenzl, e riuscì a convincerlo a liberarla per poi scomparire con una cospicua somma di denaro. Secondo alcuni, questa donna potrebbe essere stata la stessa Tarakanova.
Nella prima metà del 1774 la Tarakanova entrò in contatto con Karol Radziwiłł, soprannominato "Panja Kohank", membro della Confederazione di Bar e delegato del governatore di Vilna, con cui instaurò immediatamente una corrispondenza in cerca di sostegno nel suo nuovo progetto di rivendicazione al trono, sapendo che Radziwiłł era membro dell'opposizione polacca contro il sia governo austriaco che russo. Presumibilmente, Radziwiłł le fece anche visita di persona numerose volte, tanto da guadagnarsi fra la servitù il soprannome di "straniero di Mosbach". Il 13 maggio 1774 la Tarakanova viaggiò a Venezia per conto di Filippo Ferdinando, che, rinnovata la promessa di sposarla, le aveva affidato le trattative per l'acquisto della contea di Schleswig-Pinneberg, facendo tappa ad Augusta, dove prese soldi in prestito da von Hornstein. A Venezia si riunì a Radziwiłł, ma, invece di procedere all'acquisizione, tornò a Susmarhausen, dove si fece prestare ulteriore denaro da von Hornstein. Infine, si trasferì a Venezia, dove creò una nuova corte sotto il nome di contessa Pinneberg, composta principalmente da truffatori e avventurieri decisi a sfruttarla nel caso fosse davvero riuscita a reclamare qualcosa. Durante questo periodo, sostenuta da Radziwiłł e da sua sorella Teofilia di Moravia, la Tarakanova compì diverse "visite ufficiali" a membri della Confederazione di Bar. Una volta finiti i fondi, tentò invano di ottenere un prestito prima da Michał Ogiński, che glielo negò, e poi dalle banche locali, offrendo come garanzie delle presunte miniere di agata di sua proprietà, ma ottenne solo una somma misera di 200 ducati. Disperata, cercò di convincere Radziwiłł, allora in Francia, a trasferirsi con lei a Costantinopoli, ma Radziwiłł le risposte che non poteva lasciare la Francia. Tuttavia, il 16 giugno 1774 acconsentì ad accompagnarla a Ragusa, in Croazia. Radziwiłł alloggiò la Tarakanova nella casa del console francese Derivo.
A Ragusa la Tarakanova continuò a costruire la sua storia di principessa russa, dichiarando di essere nata a San Pietroburgo nel 1753 e di aver vissuto lì fino alla morte della "madre", Elisabetta di Russia, quando aveva dieci anni. A quel punto Caterina II aveva preso il potere con un colpo di Stato e l'aveva esiliata in Siberia, dove fu aiutata da un prete e un gruppo di cosacchi fedeli ai suoi genitori a tornare nella capitale, dove però Caterina la rintracciò e cercò di avvelenarla. A quel punto, i suoi partigiani la nascosero in Persia alla corte dello Scià Zhamas, che la istruì in materia politica. A diciassette anni, lo scià le rivelò la sua vera identità e la chiese in moglie, ma lei, per non tradire la fede dei suoi antenati, scelse invece di tornare in Europa e reclamare il suo diritto di nascita. Lo scià accettò la sua decisione e, dopo averla riempita di preziosi doni, le affidò una guardia del corpo, Gali, perché la riportasse in Russia, dove creò una rete di sostenitori, per poi cercare ulteriore sostegno a Berlino, Londra, Parigi e infine Venezia. Dichiarò inoltre di avere una vasta schiera di sostenitori in Russia, fra cui Emel'jan Pugačëv, che, sempre secondo le sue dichiarazioni, era in realtà il suo fratellastro paterno e stava facendo ogni sforzo per garantirle il trono.
La storia della Tarakanova raggiunse un tale livello di diffusione che le autorità ragusane le chiesero di lasciare la città, preoccupate che potesse creare una nuova crisi con la Russia dopo quella motivata dal sostegno dei croati all'Impero Ottomano nell'ultima guerra russo-turca. Oltre a ciò, avvisarono il ministro russo Nikita Ivanovič Panin, che però non prese nessun provvedimento, ritenendola una voce di nessun interesse. Per tutta risposta, la Tarakanova accusò il governo ragusano di codardia e dichiarò di poter provare la sua identità, essendo in possesso degli originali dei testamenti dei sovrani russi Caterina I (in realtà una copia trascritta da quello reso pubblico sui giornali europei alla morte della zarina), Pietro I ed Elisabetta I (in realtà falsi in francese fabbricati per lei da uno o più complici, forse identificati in Michail Domanskij, Čarnomskij e/o nell'ex gesuita Ganeckij, segretari di Radziwiłł). In particolare, nel testamento di Elisabetta prodotto dalla donna, si ordinava di incoronare sua figlia "Elisabetta Petrovna" imperatrice di Russia non appena compiuta la maggiore età e di concederle immediatamente il pieno potere imperiale. A quel punto, i rapporti privati fra la Tarakanova e Radziwiłł iniziarono a deteriorarsi, dal momento che il reciproco sfruttamento non stava portando alcun risultato: la Tarakanova era sostanzialmente ignorata dalla classe al potere e il piano di Radziwiłł di usarla per reclutare forze armate che combattessero per gli ottomani contro i russi aveva portato al reclutamento di soli 300 volontari, che non fecero neppure in tempo a raggiungere il campo di battaglia prima che fosse firmata la pace.
L'unico risultato che i due ottennero fu di finire nuovamente in bancarotta, e Radziwiłł perse le sue proprietà, confiscate per pagare i debiti. A quel punto Radziwiłł tagliò i ponti con la Tarakanova, impedendole di pubblicare i testamenti falsi per cercare di salvarsi quantomeno la vita, lasciandola a dover supplicare i suoi vecchi protettori, Filippo Ferdinando e Mikhail Domanskij perché pagassero ancora una volta i suoi creditori, assicurando che sperava ancora di arrivare a Costantinopoli, dove avrebbe convinto il Sultano Akhmet (sultano inesistente, probabilmente una deformazione del nome di Ahmed III, ma all'epoca era morto già da quarant'anni e, nel 1774, regnava Abdülhamid I) ad appoggiarla, fornendogli il pretesto per scatenare una nuova guerra contro la Russia che sicuramente, a suo dire, l'Impero ottomano desiderava. La Tarakanova consegnò a Radziwiłł una lettera per il sultano, in cui garantiva di avere il sostegno di Gustavo III di Svezia, della Polonia e, presto, della flotta di Aleksej Orlov, ancorata a Livorno, ma Radziwiłł, ormai pienamente deciso a lavarsi le mani di lei, non la inoltrò mai e, quando la Tarakanova cercò di spedirla lei stessa, la intercettò. Nel frattempo, cercò invano di scoprire chi lei fosse in realtà, forse per ricattarla, ma riuscì solo a ottenere una lettera da Filippo Ferdinando che la descriveva come "una principessa di grandi meriti e virtù". In ogni caso, sarebbe stato uno sforzo inutile, perché la Tarakanova era ormai priva di mezzi e, quando il suo tentativo di contattare il sultano fallì, subì un attacco isterico della durata di tre giorni. La stessa sorte subirono le sue lettere a Gustavo III e Panin, confiscate dal delegato di Radziwiłł, Gornstein, che nel frattempo era riuscito a mettere insieme abbastanza denaro da fuggire a Lido.
La Tarakanova si trovò sola e schernita dai suoi precedenti sostenitori, costretta ad affrontare il ludibrio della stampa, che pubblicò lunghi articoli sulle sue vicende amorose, e l'umiliazione impostale dalla Francia, che raccomandò pubblicamente al suo console di non aver più nulla a che fare con lei e di scacciarla immediatamente dalla sua casa.  L'unico che continuò a sostenerla, sia pure a distanza e invitandola a cambiare vita, fu Filippo Ferdinando, che convinse anche Čarnomskij, Domanskij e Ganeckij a restare con lei quando la sua intera corte l'aveva ormai abbandonata.

### 1774-1775: l'arresto

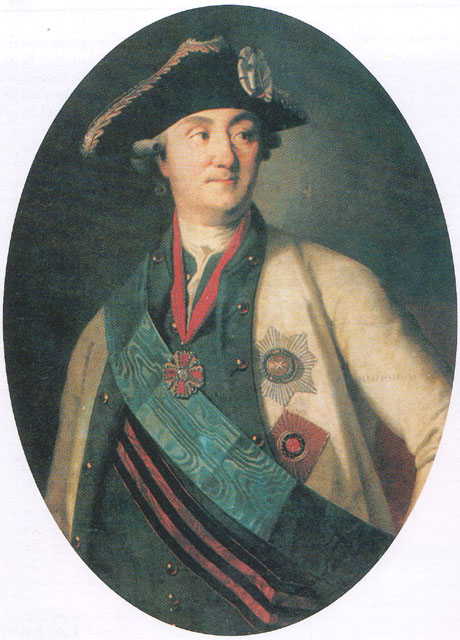
Ritratto di Aleksej Orlov

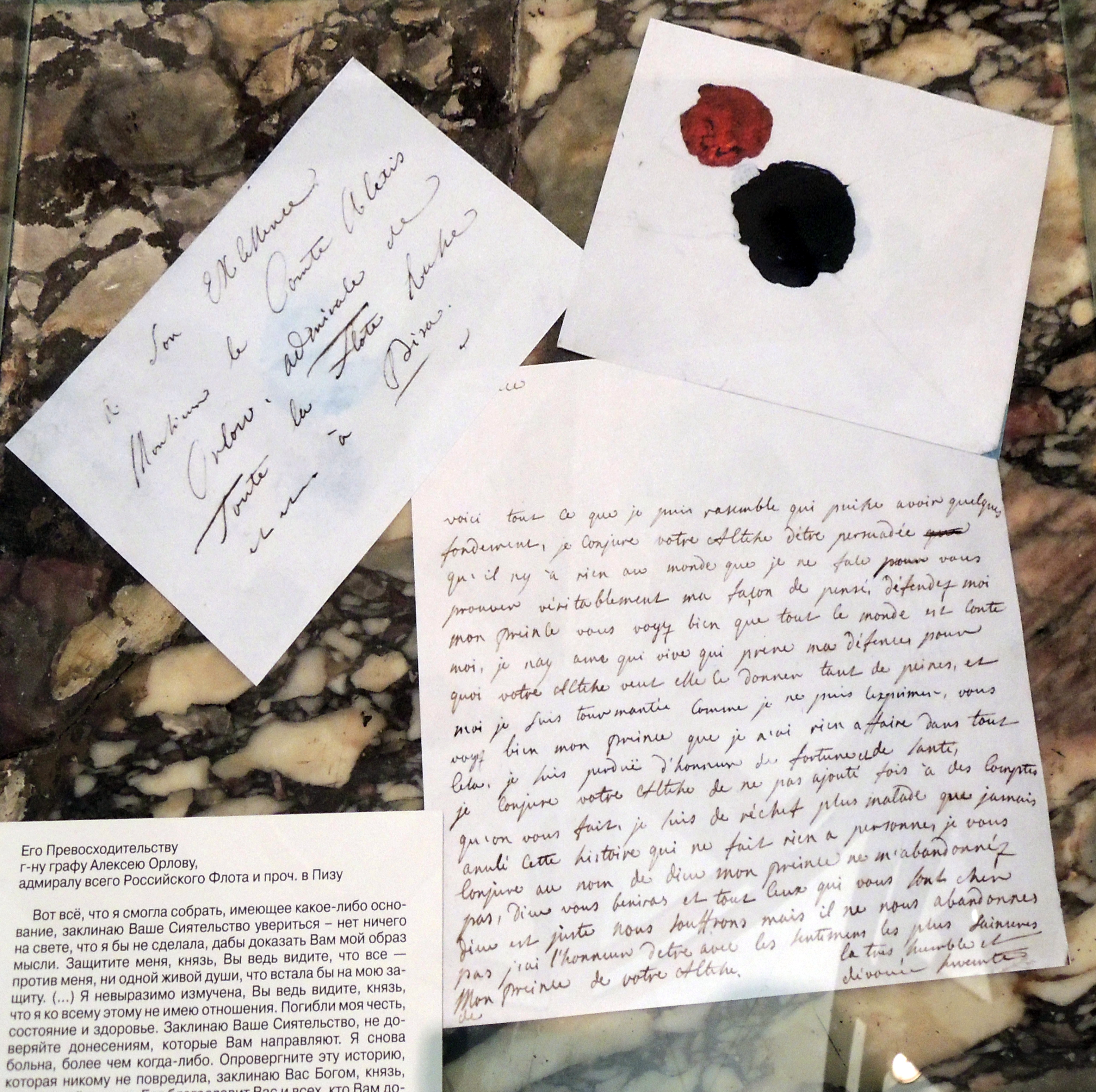
Lettere della principessa Tarakanova a Orlov

Ormai convinta da Filippo Ferdinando a smettere con le sue truffe e a trovarsi di che vivere onestamente, la Tarakanova dimenticò di aver spedito, il 18 agosto 1774, una lettera a Livorno ad Aleksej Orlov, uno dei fedelissimi di Caterina II e fratello del suo amante Grigorij Orlov, in cui ripeteva in dettaglio la sua storia e chiedeva il suo sostegno, promettendogli ricompense favolose quando sarebbe stata imperatrice. Mentre la stessa lettera, inviata a Panin, rimase ignorata, Orlov prese la Tarakanova come una seria minaccia per Caterina. Il 22 settembre scrisse a Caterina, esponendo i suoi sospetti che l'impostora potesse essere manovrata dalla Francia e suggerendo che, vera o no che fosse la storia della ragazza, fosse assai più prudente sbarazzarsi sia di lei che di Pugačëv, e si offrì volontario per attirare la donna a bordo della sua nave per poi portarla a San Pietroburgo, dove sarebbe stata processata. Il 12 novembre, Caterina rispose, ordinando a Orlov di procedere all'arresto e al trasporto in Russia della Tarakanova. Nel mentre, Orlov indagò per localizzare la donna, che aveva dichiarato di trovarsi a Costantinopoli sotto la protezione del Sultano. Appurato, tramite il suo agente Ivan Voinovič, che si trattava di una menzogna e che a scrivergli da lì era semplicemente la moglie di un mercante di Paro, inviò il diplomatico José de Ribas in Italia per cercarla e in breve tempo Ribas comunicò a Orlov che la donna viveva a Ragusa. In una lettera datata dicembre 1774, Caterina autorizzava Orlov a usare contro la città "minacce e colpi di cannone" pur di farsi consegnare "la creatura". Tuttavia, la Tarakanova era già fuggita, prima a Napoli e poi a Roma, dove prese dimora a Campo di Marte sotto il nome di contessa Pinneberg e cercò di scomparire. Tuttavia, ben presto riprese le sue vecchie abitudini, anche a costo della sua salute, ormai gravemente compromessa secondo le parole del medico Salichetti. Fu inoltre tradita, volontariamente o meno, da Ganeckij, che diffuse in città la voce della "principessa russa", aizzandola a riprendere la sua farsa.
Nel gennaio 1775 Ganeckij prese contatto col cardinale Albani, il quale mandò il suo segretario Roccatani a incontrare la Tarakanova, la quale, mostrando "grande saggezza e destrezza" parlò con lui della politica polacca, della sua ritrovata fede cattolica e del suo diritto al trono russo, mostrandogli le varie lettere e carte di cui era in possesso, compresi i falsi testamenti. Assicurò a Roccatani che, se aveva in precedenza rifiutato di convertirsi al cattolicesimo era solo perché le sarebbe stato di ostacolo nella sua pretesa e che una volta incoronata avrebbe garantito la conversione della Russia al cattolicesimo. Assicurò inoltre di avere già il sostegno di Polonia, Svezia e Impero ottomano, chiedendo l'aiuto anche del Vaticano, oltre a un ingente prestito, ma il cardinale Albani preferì limitarsi a tenere d'occhio la situazione senza farsi coinvolgere e soprattutto riferendo tutto a padre Giguotti, intermediario presso i delegati russi in Vaticano, soprattutto dopo che un certo padre Lindai, che aveva prestato servizio alla corte russa, affermò di aver riconosciuto in lei la moglie, adultera e fuggitiva, di un nobile russo lontanissimo parente di Pietro III, mentre il marchese Tommaso d'Antici, delegato vaticano che incontrò il 16 gennaio, rifiutò le sue richieste, ritenendola una sfruttatrice e consigliandole di abbandonare quel progetto folle, avvertimenti che ripeté il 19 gennaio, senza essere ascoltato se non a parole.
Nel frattempo, la salute della Tarakanova era ormai compromessa in maniera irreparabile dalla tubercolosi, costringendola a letto con le convulsioni e tossendo sangue.
Non essendo riuscita a ottenere fondi dal Vaticano, né dal suo vecchio amico, l'arcivescovo di Treviri, la Tarakanova si ritrovò in bancarotta e Ganeckij la abbandonò. Disperata, tentò di ottenere un prestito dal delegato inglese a Napoli, Hamilton, che una volta l'aveva accompagnata da Roma a Ragusa, svelandogli la sua "vera identità". Hamilton invece consegnò la sua lettera a Orlov e al console John Dick, permettendogli così di rintracciare finalmente la donna.
Orlov inviò a Roma il suo aiutante Ivan Christinek, col compito di ingraziarsi la donna e condurla a Pisa. Christinek si presentò come un suo sostenitore, inviato da lei a nome di Orlov, e le assicurò tutto il sostegno necessario se l'avesse seguita a Pisa per incontrare lo stesso Orlov, presentandole anche l'agente Jenkins, incaricato di aprire per lei un "conto illimitato" a nome di Orlov. Inizialmente titubante, cedette quando fu minacciata di finire in prigione per debiti. Accettato il pagamento di Jenkins per una somma superiore ai 15.000 pezzi d'oro, partì per Pisa, dicendo ad Albani di voler prendere il velo e di voler indietro i documenti forniti, al che lui mentì dicendo di averli distrutti, e ad Antici di voler tornare in Germania per vivere una vita pacifica.
L'11 febbraio, sotto il nome di Contessa Zelinskaja, la donna partì per Pisa, allora in territorio austriaco, insieme al suo seguito, stimato in una sessantina di persone, ammesso che Orlov non abbia esagerato per ottenere da Caterina un rimborso più cospicuo per le spese affrontate ospitandoli. Giunsero in città il 15 e furono alloggiati un bel palazzetto a spese di Orlov. Orlov si presentò immediatamente alla Tarakanova, che, inizialmente diffidente, raccontò una versione diversa della sua storia: ad esempio, non menzionò l'esilio in Siberia e dichiarò di aver sempre vissuto a Parigi sotto il nome di principessa Vladimir, ma continuò a sostenere di avere il sostegno della Persia e aggiunse che aveva visitato la Russia diverse volte e incontrato Federico II di Prussia. Aggiunse anche di conoscere diversi principi tedeschi, che aveva il sostegno incondizionato della Svezia, della Prussia e della Confederazione di Bar e che era attesa dal Sultano ottomano per negoziare un'alleanza, presso cui aveva già un suo agente a rappresentarla. Orlov riferì tutto a Caterina, insieme al sospetto, poi smentito, che Ivan Šuvalov potesse essere in corrispondenza con la donna (le lettere francesi senza firma che Orlov vide risultarono poi essere di Filippo Ferdinando).
Riuscito a poco a poco a guadagnare la sua fiducia, Orlov introdusse la Tarakanova nell'alta società pisana e iniziò una relazione con lei, che sfociò in una proposta di matrimonio, che, a giudicare dalle lettere di Orlov, sarebbe stata mantenuta se le circostanze lo avessero richiesto. A quel punto la Tarakanova, che aveva già ottenuto del denaro da Orlov, si tirò indietro, sostenendo che non si sarebbe sposata prima di aver preso il trono e chiedendo a Orlov di finanziarle un viaggio a Costantinopoli. Orlov dovette allora escogitare un modo per imbarcare la donna per la Russia, sapendo che un rapimento esplicito non era possibile, soprattutto dal momento che le voci sulla "principessa russa segreta" avevano raggiunto anche Pisa.
Con la complicità di John Dick, Orlov disse alla Tarakanova che c'era bisogno della sua presenza a Livorno, dove c'erano state scaramucce fra la flotta inglese e quella russa, e la invitò a venire con lui, così da ammirare di persona la flotta che l'avrebbe messa sul trono. Convinta a rinunciare a quasi tutto il suo seguito, la Tarakanova partì per Livorno il 22 febbraio 1775, accompagnata solo da una cameriera, Franciska von Melschede (la bambina prussiana che prese con sé anni prima), cinque valletti (Marchesini, Anciolli, Richter, Labenskij, Kaltfinger) e da Domanskij e Čarnomskij. Il 25, giunti in città, la Tarakanova, Orlov e altri, fra cui l'ammiraglio Samuel Greig e sua moglie, furono ospitati a cena da Dick, il quale indusse la "principessa" a dichiarare che avrebbe ispezionato lei stessa la flotta il giorno seguente, "ordine" immediatamente eseguito.
La mattina seguente la Tarakanova fu scortata a bordo dell'ammiraglia Isidoro, dove venne accolta dalla ciurma in alta uniforme al grido di "Evviva!", con tanto di saluto reale e bandiere spiegate, e fatta accomodare su un lussuoso trono. Fu offerto un buffet di dolci e venne brindato alla salute della "Principessa Elisabetta", mentre la folla sul molo fu intrattenuta con simulazioni di manovre militari. Inebriata, la Tarakanova non si accorse che era stata isolata dai suoi accompagnatori, venendo poi scortata in cabina dall'ufficiale Litvinov, capitano delle guardie, che la dichiarò in arresto. I suoi servi furono scortati sulle altre navi minori, compresi, in apparenza, Ivan Christinek e Orlov, così da non destare sospetti sull'autore del complotto. Rinchiusa, le fu permesso scrivere una lettera allo stesso Orlov, che lei credeva pure prigioniero, giurandogli eterno amore e supplicando aiuto. Orlov, che in quel momento era a Livorno diretto a Pisa per recuperare le carte della donna e licenziare il resto del seguito, rispose dichiarando che avrebbe fatto tutto il possibile per fuggire e salvarla: lo scopo della lettera era alimentare la speranza della Tarakanova per evitare che si suicidasse, mentre al contempo Orlov scrisse a Caterina ribadendo che, anche se le voci lo volevano molto vicino all'impostora, lui era fedele solo a lei. Secondo gli scritti privati di Dick, Orlov era insonne e di cattivo umore i giorni precedenti e seguenti all'arresto e chiedeva libri e altri materiali per la prigioniera.
L'arresto della Tarakanova provocò diverse reazioni indignate, sia locali che non. Il granduca di Toscana, Leopoldo d'Asburgo Lorena, dichiarò che il fatto costituiva una violazione del diritto internazionale e chiede al fratello Giuseppe di impedire alla flotta russa di lasciare il porto. L'ammiraglia fu circondata da piccole imbarcazioni locali per protesta e solo la minaccia dei soldati russi di aprire il fuoco impedì che tentassero un attacco. Ciononostante, il 26 febbraio la flotta fece rotta per la Russia. Alla Tarakanova fu permesso avere con sé un medico e la sua cameriera. Tranquilla fino a Londra, quando capì che Orlov non l'avrebbe aiutata ebbe un attacco isterico che culminò in uno svenimento e, quando fu portata sul ponte perché l'aria fresca l'aiutasse, tentò di gettarsi dal parapetto. La flotta russa raggiunse infine Kronstadt, in territorio russo, l'11 maggio 1775. Nel mentre, Orlov e Christinek raggiunsero San Pietroburgo via terra. Nel fare tappa a Venezia, Orlov incontrò Radziwiłł, che giurò fedeltà a Caterina chiedendo perdono, e Orlov promise di mettere una buona parola per lui con l'imperatrice.

### 1775: prigionia e morte

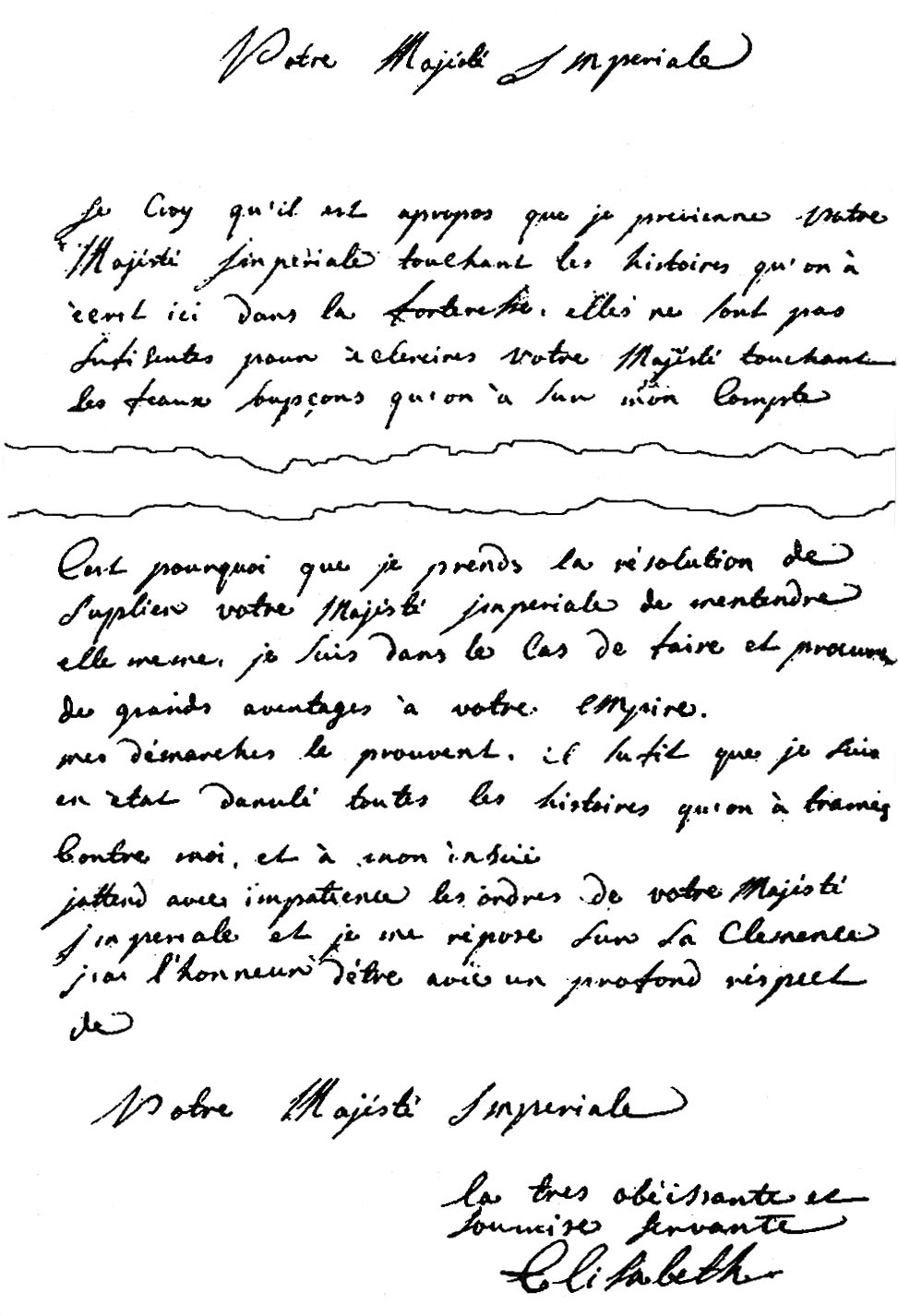
Lettera della Tarakanova a Caterina II

Arrivati in Russia, Greig inviò immediatamente un corriere a Caterina, la quale rispose il 16 maggio con l'ordine di consegnare la prigioniera al maresciallo Aleksandr Golicyn. Il 24 maggio Golicyn inviò una squadra fidata capitanata da Aleksandr Matveevič Tolstoj per prendere la donna in consegna, e il 25 maggio la Tarakanova fu rinchiusa nella Fortezza di Pietro e Paolo, mentre il suo seguito fu messo ai domiciliari nel meno severo Alekseevskij ravelin. Qualche giorno dopo, la Tarakanova fu spostata, per motivi di salute, nella più comoda cella privata nello scantinato del comandante della fortezza.
Caterina, pur senza incontrare mai la donna, seguì personalmente gli interrogatori. Mentre Čarnomskij rimase fedele alla Tarakanova, mentendo e cercando di proteggerla, Domanskij confessò tutto, ammettendo che, mentre inizialmente lui e Radziwiłł le avevano creduto, si erano presto resi conto della sua falsità e giustificò il fatto che le fosse rimasto accanto, mentre Radziwiłł l'aveva immediatamente bandita, col pretesto di essere innamorato di lei e che sperava di riavere indietro il denaro che le aveva prestato. La Tarakanova fu interrogata il 26 maggio, e le nove domande principali che le furono poste furono compilate da Caterina stessa. L'interrogatorio fu condotto in francese e registrato in russo da Vasilij Ušakov.
Durante l'interrogatorio la Tarakanova fornì una nuova versione della sua storia, radicalmente diversa dalle precedenti. Dichiarò di aver vissuto a Kiel, in Germania, fino ai nove anni, sotto la protezione di una certa Madame Peron. A quel punto, fu inviata, insieme a una tata tedesca di nome Katerina, a San Pietroburgo, dove un gruppo di persone non specificate le disse che l'avrebbero portata dai suoi veri genitori a Mosca, portandola invece al confine persiano, dove una vecchia la avvelenò per ordine di Pietro III. Sopravvissuta per miracolo, nel 1763 venne fatta fuggire a Baghdad con l'aiuto di un uomo tataro e affidata al "ricco mercante Gamet", per poi trasferirsi a Isfahan dal "principe Gali", che la fece istruire dal francese Jacques Fournier. Nella casa di Gali veniva costantemente chiamata principessa Elisabetta e le venne detto che i suoi veri genitori erano l'imperatrice Elisabetta e il conte Razumovskij. Nel 1769 in Persia scoppiò una rivolta che obbligò Gali a fuggire con Elisabetta in Germania passando per la Russia: i due si sarebbero finti padre e figlia e avrebbero viaggiato sotto il nome di Krymov. Dalla Germania arrivarono poi in Francia e infine a Londra, dove la Tarakanova venne separata da Gali e tornò a Parigi da sola, dove visse sotto il nome di Principessa Alina. A quel punto, dichiarò in modo confuso di aver viaggiato in Germania, Italia e Russia per riunirsi a Gali, sposare Filippo Ferdinando e scoprire chi fossero i suoi genitori, e, quando si fu convinta che fossero proprio la zarina russa e il suo consorte, per recarsi da Caterina per chiederle la legittimazione e un titolo appropriato. In Italia avrebbe incontrato Radziwiłł, che lei obbligò ad accompagnarla a Costantinopoli malgrado lui non credesse alla sua eredità reale. La Tarakanova insistette che lei non si era mai dichiarata principessa russa di sua iniziativa, ma solo perché le persone intorno a lei le avevano fornito le prove di ciò. Dichiarò che tali prove, fra cui i testamenti, le erano stati recapitati l'8 luglio 1774 a Ragusa, in maniera anonima, in un pacco che conteneva anche dei documenti da consegnare al Sultano, una lettera di questi che la invitava a Costantinopoli e una lettera anonima per Orlov.
Insoddisfatta, Caterina ordinò di far digiunare la donna e di obbligarla a dividere in ogni momento la cella con almeno tre soldati. Ciononostante, la Tarakanova non ritrattò e insistette perché venissero contattate tutta una serie di persone che potevano testimoniare sulla sua vita, meno che sulla parte che interessava davvero a Caterina: la sua nascita. La Tarakanova scrisse anche diverse lettere a Golicyn e a Caterina, dove le chiese un incontro privato e sostenne che avrebbe potuto portare grandi benefici all'Impero russo aiutandola a stabilire contratti commerciali con la Persia. Firmò le lettere "Elisabetta", cosa che irritò Caterina, che nei suoi diari scrisse: "non nutro alcun dubbio che sia una truffatrice, e per questo esigo che abbassi i toni e confessi chi l'ha istruita a interpretare questo ruolo, a quale scopo e da quanto tempo, e soprattutto da dove viene e chi sia davvero".
Il 29 giugno Golicyn ricevette un elenco di venti nuove domande compilate da Caterina da sottoporre alla prigioniera, le quali delineavano un'accurata critica alla sua testimonianza. L'elenco era concluso da una nota di Caterina che ribadiva nuovamente di non credere alla donna e di non volerla incontrare. Il 13 luglio la Tarakanova fu nuovamente interrogata, senza successo, da Golicyn, che in seguito la definì come "una donna estremamente bugiarda". Aggiunse pure che la sua salute era pessima e che secondo il medico della fortezza sarebbe morta presto. Il 25 luglio la Tarakanova scrisse una nuova lettera a Caterina, dove, lamentandosi delle condizioni di detenzione e della sua salute, si dichiarava innocente da ogni accusa e supplicava di lasciarla andare perché non rappresentava un pericolo per nessuno, e indicava un lungo elenco di persone che potevano testimoniarlo, tutte irrintracciabili. Lo stesso giorno, tuttavia, le fu comunicato che l'imperatrice aveva disposto per lei l'imprigionamento a vita. L'unica grazia possibile era che si dichiarasse colpevole e confessasse chi era davvero. In quel caso sarebbe stata liberata e avrebbe potuto scegliere se sposare Domanskij o essere ricondotta da Filippo Ferdinando. Per convincerla le fu inviato un sacerdote ortodosso, di cui rifiutò i servizi, salvo poi richiamarlo il 6 agosto e rimandarlo via senza dire nulla. In quell'occasione si giustificò dicendo che le sue condizioni di salute la rendevano delirante. In seguito le fu detto che un delegato inglese l'aveva definita "locandiera di Praga", cosa che la fece esitare e chiedere a Golicyn carta e penna per confessare: ciononostante, scrisse nuovamente di essere figlia di Elisabetta e di rifiutare la proposta di Caterina di dichiararsi una plebea in cambio della libertà. Un peggioramento della tubercolosi le impedì di scrivere altro. A un successivo interrogatorio disse che la sua aura di nobiltà era tutto ciò che le rimaneva e che forse poteva essere nata in Circassia, ma che non era sicuramente la figlia di un locandiere di Praga e che "se avesse avuto fra le mani chi l'aveva così calunniata, gli avrebbe cavato gli occhi".
La principessa Tarakanova morì di tubercolosi  il 15 dicembre 1775. Prima di morire si confessò al prete Pëtr Andreev, in tedesco, nella notte fra l'11 e il 12 dicembre. Secondo quanto riferito da Andreev, entrambe le volte si dichiarò innocente dei reati politici di cui era accusata e non disse nulla sulla sua vera identità. Venne sepolta senza funerale nel cortile della fortezza.
Tutti i membri del suo seguito arrestati con lei furono rilasciati il 13 gennaio, in cambio della firma di un accordo di riservatezza per cui ricevettero una discreta somma ciascuno (50 rubli per i valletti, 100 per Domanskij e Čarnomskij, e 150 per la cameriera, che dichiarò che la Tarakanova non l'aveva mai pagata da quando era a suo servizio), più alcuni averi della defunta. Furono scortati separatamente in Livonia e lasciati andare per la loro strada.

## Leggende sui destini alternativi

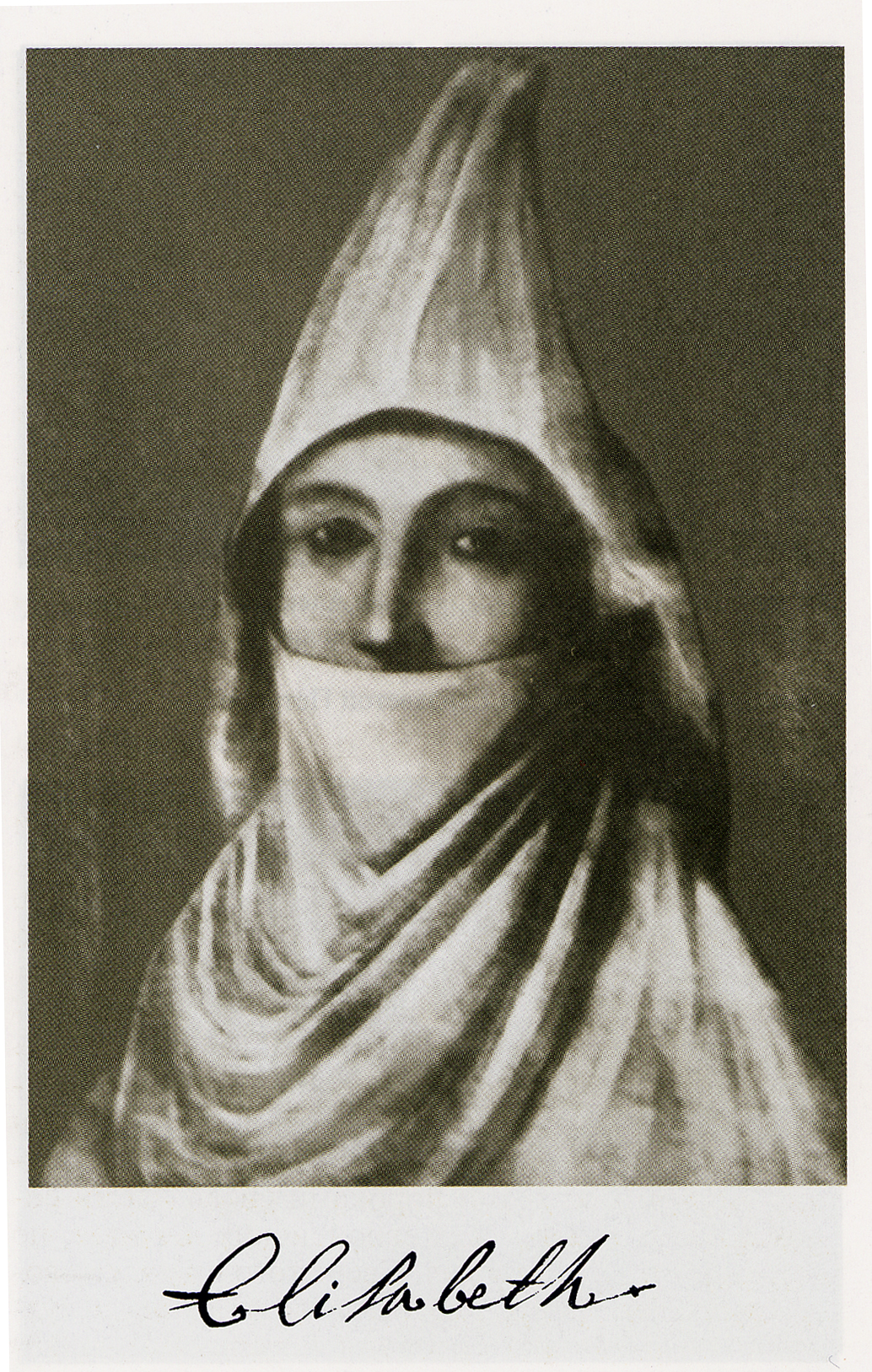
Ritratto di sconosciuta, ritenuto quello della Tarakanova

Dopo l'arresto della Tarakanova, il governo russo fece il possibile per censurarne la storia, finendo col favorire invece la diffusione di ogni sorta di voci.
Si scrisse che Orlov, scopertosi sinceramente innamorato, avrebbe salvato la donna falsificandone la morte e nascondendola in un monastero, oppure che la Tarakanova fosse morta avvelenata nel febbraio 1776 o nel 1777 in seguito a un'alluvione che allagò la sua cella, dove fu lasciata affogare. Un italiano, Giuseppe Gorani, nel 1793 scrisse che era morta per le frustate infertele per farla confessare.
Nel 1797 il diplomatico francese Jean Henri Castera, che lo stesso che le diede il nome Tarakanova, scrisse, nel suo "Vita di Caterina II", che la donna era l'ultima dei tre figli segreti di Elisabetta e Razumovskij, nata nel 1755 dopo due fratelli di cui uno morto bambino, e che fu rapita da bambina da Radziwiłł con lo scopo di plasmare l'erede russa a suo piacimento. Fallito il suo piano per la salita al trono di Caterina e senza soldi, la tradì vendendola ad Orlov in cambio del perdono della nuova sovrana. Conclude dicendo che la Tarakanova diede a Orlov un figlio e che venne lasciata morire affogata nella sua cella nel 1777. Per questo e altri motivi gli scritti di Castera, un misto di finzione e realtà, furono a lungo banditi in Russia. Altri scrissero che secondo loro la Tarakanova era sì figlia di Elisabetta, ma nata da Ivan Shuvalov piuttosto che da Razumovskij.
Altri pettegolezzi, spesso ripresi nelle opere letterarie, sostengono che Orlov avesse sposato la Tarakanova a Roma, a Pisa o a Livorno, e che la donna fosse incinta al momento del suo arresto.
Grigorij Vinskij, che scontò una pena nella Fortezza nello stesso periodo, scrisse che vide Orlov recarsi in visita alla prigioniera e che poco dopo sentì urla "che non potevano essere altro che quelle di una donna che partorisce". La veridicità di queste informazioni è molto dubbia, perché Vinskij non è preciso su quando avvenne il fatto e altresì ripete la storia della morte per affogamento nel 1777. In ogni caso, le sue memorie furono pubblicate censurando le parti relative alla Tarakanova, e in Russia restano censurate ancora oggi.
Un testo nel 1887 a opera di Pëtr Dolgorukov (Note, Vol.1) riporta che la Tarakanova era figlia di un ebreo polacco e che sarebbe morta di parto nella Fortezza nel 1779, dove era stata rinchiusa anni prima dopo essere stata tradita da Radziwiłł e Orlov. Dolgorukov promise di ampliare la storia nel Volume 2, mai steso.

## Leggende sui figli di Elisabetta di Russia
Nei decenni successivi alla morte di Elisabetta di Russia, ufficialmente nubile e senza figli, cosa che spianò la strada all'ascesa della nipote acquisita Caterina II, iniziò a circolare la voce secondo cui avesse segretamente sposato il suo amante Razumovskij, e parimenti che la zarina avesse segretamente messo al mondo dei figli, avuti da lui o altri amanti. Se questo matrimonio ci sia stato, così come se Elisabetta abbia generato discendenza, resta a oggi non dimostrato, ciononostante la possibilità non viene scartata a priori.
Secondo il già citato Jean Henri Castera, Elisabetta ebbe da Razumovskij tre figli, due maschi e una femmina, appunto la principessa Tarakanova.
Il segretario dell'ambasciatore sassone, Adolf von Gelbig, scrive che giravano voci relative a due figli: un figlio, a cui fu dato cognome Zakrevskij, e una figlia, la principessa Tarakanova. Secondo Gelbig, quest'ultima era nata nel 1753 e suo padre era Ivan Šuvalov, mentre il maschio era nato da Razumovskij.
Il conte Dmitrij Nikolaevič Bludov dichiarò che Elisabetta aveva dato a Razumovskij un figlio, che venne rinchiuso a vita nel monastero di Pereslavl'-Zalesskij, e una figlia, Augusta Tarakanova, che non sarebbe morta nel 1775 ma rinchiusa nel convento di San Giovanni Battista a Mosca, dove visse come sorella Dosifeja e morì nel 1810. Sebbene tale Dosifeja sia davvero esistita, non esiste alcuna prova su chi fosse prima di prendere i voti, ad eccezione della registrazione del suo nome secolare come Augusta Matveevna o Timofeevna (probabilmente un patronimico fittizio). Anche considerandola una figura separata da Elisabetta Tarakanova, quella di sorella Dosifeja resta comunque una figura avvolta nel mistero: obbligata al monastero, le venne messa a disposizione una cella più grande e comoda di quella delle altre, composta da due stanzette più un atrio, in cui conservava un grande ritratto di Elisabetta I, mangiava in maniera raffinata e le venivano regolarmente versate somme importanti di denaro da una fonte sconosciuta (che lei usava tuttavia per lo più a beneficio del monastero o per beneficenza), ma, per ordine di Caterina II, le venne anche imposto un regime di isolamento rigidissimo, tanto che dovette persino partecipare a funzioni religiose separate. L'isolamento si ammorbidì leggermente alla morte dell'imperatrice, e si dice che avesse ricevuto diverse visite importanti dalla capitale, fra cui un membro della famiglia imperiale, ma poco dopo le venne imposto di fare voto di silenzio. Poco prima di morire, nel 1810, si dice che bruciò quasi tutte le sue carte e le lettere che inviò in punto di morte furono in seguito fatte sparire. Inoltre, il corpo venne sepolto nella cripta dei Romanov, piuttosto che nel piccolo cimitero del monastero, dopo un funerale a cui presero parte diverse personalità civili e religiose, sia moscovite che di San Pietroburgo. A oggi, il presunto cadavere della donna è stato riesumato, ma nessun test del DNA è stato effettuato.
Secondo Aleksandr Vasil'čikov, la leggenda della principessa Tarakanova nacque distorcendo il fatto storico che Razumovskij si occupò dell'educazione di tre suoi nipoti in Svizzera, il cui cognome era Daragonov. Da qui, la deformazione popolare avrebbe dato origine alla "Principessa Tarakanova".

## Cultura popolare
La storia della Principessa Tarakanova ispirò un gran numero di opere artistiche. Esistono anche versioni della sua storia adattate per il teatro e la televisione.
Esistono inoltre numerosi romanzi, soprattutto russi, che la vedono protagonista o personaggio principale, e un corposo filone di studi accademici e saggistica, soprattutto dopo la caduta degli zar nel 1917.
Alcuni esempi includono:
- La principessa Tarakanova (1864), quadro di Konstantin Dmitrievič Flavickij, ispirato alla versione della morte per annegamento;
- La principessa Tarakànova (1883), romanzo di Grigorij Petrovič Danilèvskij;
- La principessa Tarakanova (1904) dramma teatrale composto da Ippolit Vasilʹevič Špažinskij, da cui nel 1910 fu tratto un omonimo film diretto da Kaj Hansen e A. Maitre;
- Tarakanowa et Catherine II (1909), film francese diretto da Albert Capellani;
- La principessa Tarakanova (1938), film diretto da Mario Soldati e Fёdor Aleksandrovič Ocep;
- La rivale dell'imperatrice (1951), film di produzione italo-britannica, riadattato dalla versione inglese Shadow of the Eagle (1950) e diretto da Jacopo Comin, interpretato da Valentina Cortese nel ruolo di Elisabetta Tarakanova, Richard Greene come Aleksej Orlov e Isa Pola come Caterina II. In questa versione, la Tarakanova è una vera principessa imperiale che rappresenta una reale minaccia per il diritto al trono di Caterina. Il finale del film si discosta dalla storia reale, in quanto Orlov fa evadere la Tarakanova, di cui è innamorato, dalla Fortezza per fuggire con lei e vivere insieme lontano dagli intrighi e dalla politica.
- Carskaja ochota (1990), film sovietico diretto da Vitalij Vjačeslavovič Mel'nikov e basato su un'omonima opera teatrale scritta da Leonid Zorin. Il fulcro del film è l'operazione messa in atto da Orlov per ingannare e catturare la Tarakanova.
- La Tarakanova compare nella terza stagione della serie televisiva Ekaterina (2014), interpretata dall'attrice Angelina Strechina.